# 1129 Neujmina
1129 Neujmina là một tiểu hành tinh vành đai chính bay quanh Mặt Trời. Với xấp xỉ 35 kilometer đường kính, nó hoàn thành một chu kỳ quay quanh Mặt Trời là 5 năm. Chu kỳ tự quanh là 8 giờ. Nó được phát hiện bởi Praskovjya Parchomenko ở Simeis ngày 8 tháng 8 năm 1929. Nó được đặt tên cho Grigory Nikolaevich Neujmin. Tên ban đầu của nó là 1929 PH.